# Жанадауир (Келесский район)
Жанадауир (каз. Жаңадәуір, до 2002 г. — Ворошилово) — село в Келесском районе Туркестанской области Казахстана. Входит в состав Актобинского сельского округа. Находится примерно в 53 км к юго-западу от районного центра, города Келес. Код КАТО — 515437300.

## Население
В 1999 году население села составляло 1706 человек (833 мужчины и 873 женщины). По данным переписи 2009 года, в селе проживало 1958 человек (959 мужчин и 999 женщин).